# العلاقات الآيسلندية الألبانية
العلاقات الآيسلندية الألبانية هي العلاقات الثنائية التي تجمع بين آيسلندا وألبانيا.

## مقارنة بين البلدين
هذه مقارنة عامة ومرجعية للدولتين:
| وجه المقارنة                                              | آيسلندا          | ألبانيا                                                    |
| --------------------------------------------------------- | ---------------- | ---------------------------------------------------------- |
| المساحة (كم2)                                             | 103.00 ألف       | 28.75 ألف                                                  |
| عدد السكان (نسمة)                                         | 317.35 ألف       | 3.02 مليون                                                 |
| الكثافة السكانية (ن./كم²)                                 | 3.08             | 105.04                                                     |
| العاصمة                                                   | ريكيافيك         | تيرانا                                                     |
| اللغة الرسمية                                             | اللغة الآيسلندية | اللغة الألبانية                                            |
| العملة                                                    | كرونة آيسلندية   | ليك ألباني                                                 |
| الناتج المحلي الإجمالي (بليون دولار)                      | 23.91 مليار      | 13.04 مليار                                                |
| الناتج المحلي الإجمالي (تعادل القوة الشرائية) بليون دولار | 15.79 مليار      | 33.17 مليار                                                |
| الناتج المحلي الإجمالي الاسمي للفرد دولار أمريكي          | 50.17 ألف        | 3.94 ألف                                                   |
| الناتج المحلي الإجمالي للفرد دولار أمريكي                 | 46.55 ألف        | 11.11 ألف                                                  |
| مؤشر التنمية البشرية                                      | 0.899            | 0.764                                                      |
| رمز المكالمات الدولي                                      | +354             | +355                                                       |
| رمز الإنترنت                                              | .is              | .al                                                        |
| المنطقة الزمنية                                           | 00، أوروبا/لندن ‏ | توقيت وسط أوروبا، ت ع م+01:00، ت ع م+02:00، أوروبا/تيرانا ‏ |

## منظمات دولية مشتركة
يشترك البلدان في عضوية مجموعة من المنظمات الدولية، منها:
| علم المنظمة | اسم المنظمة                               | تاريخ انضمام آيسلندا | تاريخ انضمام ألبانيا |
| ----------- | ----------------------------------------- | -------------------- | -------------------- |
|             | الاتحاد البريدي العالمي                   | ?                    | ?                    |
|             | مؤسسة التنمية الدولية                     | 19 مايو 1961         | 15 أكتوبر 1991       |
|             | منظمة حظر الأسلحة الكيميائية              | ?                    | ?                    |
|             | منظمة التجارة العالمية                    | ?                    | ?                    |
|             | الأمم المتحدة                             | 19 نوفمبر 1946       | 14 ديسمبر 1955       |
|             | وكالة ضمان الاستثمار متعدد الأطراف        | 25 سبتمبر 1998       | 15 أكتوبر 1991       |
|             | منظمة الشرطة الجنائية الدولية             | ?                    | ?                    |
|             | مؤسسة التمويل الدولية                     | 20 يوليو 1956        | 15 أكتوبر 1991       |
|             | حلف شمال الأطلسي                          | 4 أبريل 1949         | 1 أبريل 2009         |
|             | الاتحاد الدولي للاتصالات                  | 1 أكتوبر 1906        | 2 يونيو 1922         |
|             | البنك الدولي للإنشاء والتعمير             | 27 ديسمبر 1945       | 15 أكتوبر 1991       |
|             | مجلس أوروبا                               | ?                    | ?                    |
|             | منظمة الأمن والتعاون في أوروبا            | 25 يونيو 1973        | 19 يونيو 1991        |
|             | المركز الدولي لتسوية المنازعات الاستشارية | 14 أكتوبر 1966       | 14 نوفمبر 1991       |
|             | يونسكو                                    | 8 يونيو 1964         | 16 أكتوبر 1958       |

## وصلات خارجية
- موقع وزارة الخارجية الآيسلندية
- موقع وزارة الخارجية الألبانية